# De nieuwe avonturen van Lucky Luke
De nieuwe avonturen van Lucky Luke (Frans: Les Nouvelles Aventures de Lucky Luke) is een Franse-Canadese tekenfilmserie gebaseerd op de gelijknamige stripreeks Lucky Luke van Morris. De serie bestaat uit 52 afleveringen van ongeveer 25 minuten. De serie werd geregisseerd door Olivier Jean-Marie en geproduceerd door Marc du Pontavice in de Xilam-studio's in Parijs. De muziek voor de serie is gecomponeerd door Ramon Pipin en Hervé Lavandier.
In 2007 bracht Xilam Lucky Luke: Op naar het westen uit.

## Plot
Lucky Luke is een cowboy die sneller schiet dan zijn eigen schaduw. Met de hulp van zijn trouwe paard Jolly Jumper ('s werelds slimste paard) en soms ook door Rataplan ('s werelds domste hond) onderhoudt hij vrede en orde in het Wilde Westen. Hij jaagt op desperado's, houdt scherpschutters als Billy the Kid in toom en reciteert constant en brengt de Daltons terug naar de gevangenis. 

## Rolverdeling

### Originele stemmen
| Personage             | Stemacteur/actrice |
| --------------------- | ------------------ |
| Lucky Luke            | Antoine de Caunes  |
| Jolly Jumper          | Eric Legrand       |
| Rataplan (Rintindumb) | Francis Perrin     |
| Joe Dalton            | Gérard Surugue     |
| Jack Dalton           | Eric Legrand       |
| William Dalton        | Eric Legrand       |
| Averell Dalton        | Bernard Alane      |

### Nederlandse stemmen
| Personage      | Stemacteur/actrice |
| -------------- | ------------------ |
| Lucky Luke     | Pim Vosmaer        |
| Jolly Jumper   | Paul van Gorcum    |
| Rataplan       | Stephan Holwerda   |
| Joe Dalton     | Jules Croiset      |
| Jack Dalton    | Olaf Wijnants      |
| William Dalton | Jan Anne Drenth    |
| Averell Dalton | Sander de Heer     |

## Afleveringen
| Aflevering | Nederlandse titel                 | Originele titel                     |
| ---------- | --------------------------------- | ----------------------------------- |
| 1          | Liki Liki                         | Liki Liki                           |
| 2          | Lucky Luke in Alaska              | Lucky Luke In Alaska                |
| 3          | Lucky Luke contra Sherlock Holmes | The Daltons Against Sherlock Holmes |
| 4          | Lucky Luke ontmoet Lucky Luke     | Lucky Luke Meets Lucky Luke         |
| 5          | Hoeraatje voor Holly Woods        | Hurray For Holly Woods              |
| 6          | Een betere wereld voor de Daltons | Neither Dalton Nor Master           |
| 7          | Indianen roulette                 | Indian Roulette                     |
| 8          | Fort Custer                       | Fort Custer                         |
| 9          | De schat van de Daltons           | The Treasure Of The Daltons         |
| 10         | De vliegende cowboy               | The Flying Cowboy                   |
| 11         | Voor een paar grijpstuivers       | For A Fistful Of Dalton             |
| 12         | De clownprinsen                   | The Crown Princes                   |
| 13         | De Daltons spelen indiaantje      | The Dalton Indians                  |
| 14         | De laatste buffel                 | The Last Bison                      |
| 15         | Gerechtigheid voor de Daltons     | Justice for the Daltons             |
| 16         | Het Dalton kerstfeest             | The Daltons' Christmas              |
| 17         | Geketende liefde                  | Cuff Love                           |
| 18         | Aasgieren boven de prairie        | Vultures in The Plain               |
| 19         | Een nieuwe vader voor de Daltons  | A New Dad For The Daltons           |
| 20         | Ongelukkig in de liefde           | The Promised                        |
| 21         | Desperados vakbond                | Desperadoes Union                   |
| 22         | Spoken en doedelzakken            | Ghosts And Pipes                    |
| 23         | De commandant                     | The Commodore                       |
| 24         | Don Quichote van Texas            | Don Quijote of Texas                |
| 25         | De veldslag                       | The Battle                          |
| 26         | Een gezochte vrouw                | The Mare                            |
| 27         | Lola Montes                       | Lola Montès                         |
| 28         | Het monster van Alabama           | The Beast of Alabama                |
| 29         | Een Dubbele dosis Daltons         | The Daltons See Double              |
| 30         | Een kanon voor de Daltons         | A Cannon For The Daltons            |
| 31         | Verboden liefde                   | Indian Romance                      |
| 32         | De ondode Daltons                 | The Daltons' Ghosts                 |
| 33         | Kid en de bende                   | The Kid's Gang                      |
| 34         | De Daltons vliegen hoog over      | The Daltons Rise In The Air         |
| 35         | Custer gekte                      | Custermania                         |
| 36         | Jackpot voor de Daltons           | Jackpot For The Daltons             |
| 37         | Geloof jij in Marsmannetjes?      | Martian Theory                      |
| 38         | De Daltons als cowboy             | The Daltons Cowboys                 |
| 39         | De Spionnen                       | Spies                               |
| 40         | De Daltons in Liefdadigheid       | Charity Dalton                      |
| 41         | Dalton Junior                     | Dalton Junior                       |
| 42         | De pelsjagers                     | Trappers                            |
| 43         | De wraak van de Daltons           | The Revenge Of The Daltons          |
| 44         | De doktersoorlog                  | War of The Medics                   |
| 45         | De Daltons versus Billy the Kid   | The Daltons vs. Billy The Kid       |
| 46         | Mag ik een getuigenis?            | Crown Witness                       |
| 47         | De Daltons slaan een flater       | A Bone For The Daltons              |
| 48         | De talisman van de Schnozzolas    | The Great Nose Of Talisman          |
| 49         | De Daltons in uniform             | The Dalton Soldiers                 |
| 50         | De terugkeer van Liki Liki        | The Return Of Liki Liki             |
| 51         | De Sequoia-kloof                  | Sequoia Bay                         |
| 52         | De schoolmeester                  | The Schoolmaster                    |

## Productie
Tien jaar na de vorige serie Lucky Luke was Xilam begonnen met het produceren van nieuwe afleveringen. Marc de Pontavice's eigen wens voor deze serie was dat hij volgens hem de kloof moet dichten tussen de reeds geproduceerde serie "die verouderd was" en de strips "die niet verouderd zijn". Er werden 52 afleveringen gemaakt met een budget van 120 miljoen frank (iets meer dan 18 miljoen euro). Deze afleveringen zijn nieuwe verhalen, die geschreven zijn voor de serie.